# Лука, Родион Михайлович
Родион Михайлович Лука (укр. Родіон Михайлович Лука; 29 октября 1972) — украинский яхтсмен, заслуженный мастер спорта, серебряный призёр Олимпийских игр 2004 (совместно с Георгием Леончуком), чемпион мира 2005 в классе 49er, чемпион Европы, спортсмен 2005 года на Украине. Президент Парусной Федерации Украины (с 2015).

## Биография
Родион Лука родился 29 октября 1972 года в семье инженеров. Учился в Вышгородской средней школе (Украина, Киевская область). В 11 лет прекратил занятия в музыкальной школе по классу фортепиано и увлекся парусным спортом. Первый опыт на этом поприще получил во время занятий на Киевском водохранилище.
В 1985 году Родион Лука получил первый трофей в парусном спорту — выиграл «Республиканскую регату» УССР и начал подготовку к первенству СССР среди юношей.
В 1988 году выиграл все соревнования среди юношей, в том числе первенство Украины и первенство СССР. С этого времени Родион Лука начинает профессионально заниматься парусным спортом.

## Образованиe
1995 год — закончил Национальный Университет физического воспитания и спорта по специальности «менеджмент профессионального и олимпийского спорта».
1999 год — закончил Киевскую Государственную академию водного транспорта по специальности «штурман судоводитель».

## Профессиональные достижения
Первый международный трофей Родион Лука получил в 1993 году. Он побеждает в Варнемюндской регате в классе Laser-Radial, а также завоевывает бронзу на Чемпионате Европы в Сардинии (Италия).
В 1994 году в активе спортсмена появляется серебро Чемпионата Европы в Англии и Чемпионата мира в Японии.
В 1996 году Родион Лука представляет Украину на Олимпийских играх в классе Laser.
В следующем году начинает олимпийскую кампанию Sydney 2000 в классе 49er вместе с Георгием Леончуком.
В 1999 году Родион Лука получает лицензию на участие в Олимпиаде 2000, где занимает 10-е место. В то же время завоевывает титул Чемпиона Австралии и бронзу на Чемпионате Европы в классе 49er.
В 2000-х годах Родион Лука совершил огромный профессиональный прорыв в парусном спорте. Он вместе с командой завоевал первое место в мировом рейтинге ISAF Международной Федерации парусного спорта (2002—2003 гг.), мировое чемпионство в классе 49er и стал лидером мирового рейтинга (2005 г.).
В 2005 году Родион Лука получает звание Спортсмен года на Украине по версии Национального олимпийского комитета.
В 2008 году становится бронзовым призёром Чемпионата Европы и мира, а в 2012 году — чемпионом Англии, России и Европы в классе SB20.
В августе 2015 года Родион Лука стал Президентом Парусной Федерации Украины.

## Регата Volvo Ocean Race
В 2008—2009 годах Родион Лука был рулевым в команде Team Russia на части этапов кругосветной регаты Volvo Ocean Race на яхте «Косатка».

## Тренировочная и учебная работа
В 2012—2013 годах Родион Лука работает тренером в классе RC44.
В 2012 году он основывает яхтшколу — Kiev Racing Yacht Club. Клуб создал условия для занятий яхтингом для людей, у которых нет времени
и средств на покупку и обслуживание собственных яхт. Клуб организует любительские регаты, команды клуба постоянно участвуют в международных соревнованиях.

## Семья
Женат. Жена — Анастасия, дети: Кирилл и София.

## Спортивные достижения
- XXVI летние Олимпийские игры (1996) класс яхт «Лазер» — 35 место
- XXVII летние Олимпийские игры (2000) класс яхт «49er» (совместно с Георгием Леончуком) — 10 место
- XXVIII летние Олимпийские игры (2004) класс яхт «49er» (совместно с Георгием Леончуком) — 2 место (серебро)
- XXVIIII летние Олимпийские игры (2008) класс яхт «49er» (совместно с Георгием Леончуком) — 15 место

## Государственные награды
- Почётная грамота Кабинета Министров Украины (30.09.2003)[1]
- Орден «За заслуги» III-й степени (18.09.2004)[2]